# Epilachnini

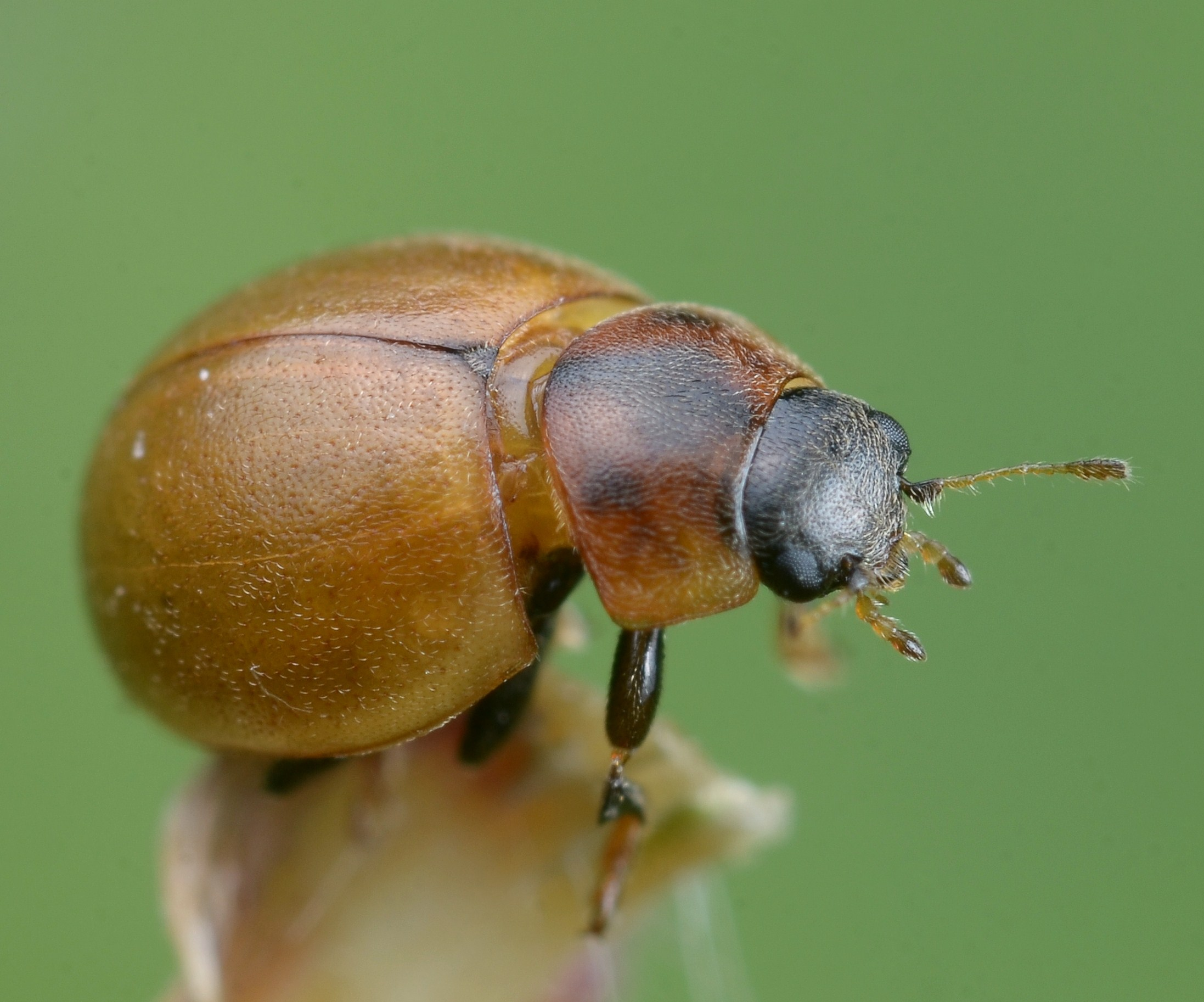
Cynegetis impunctata

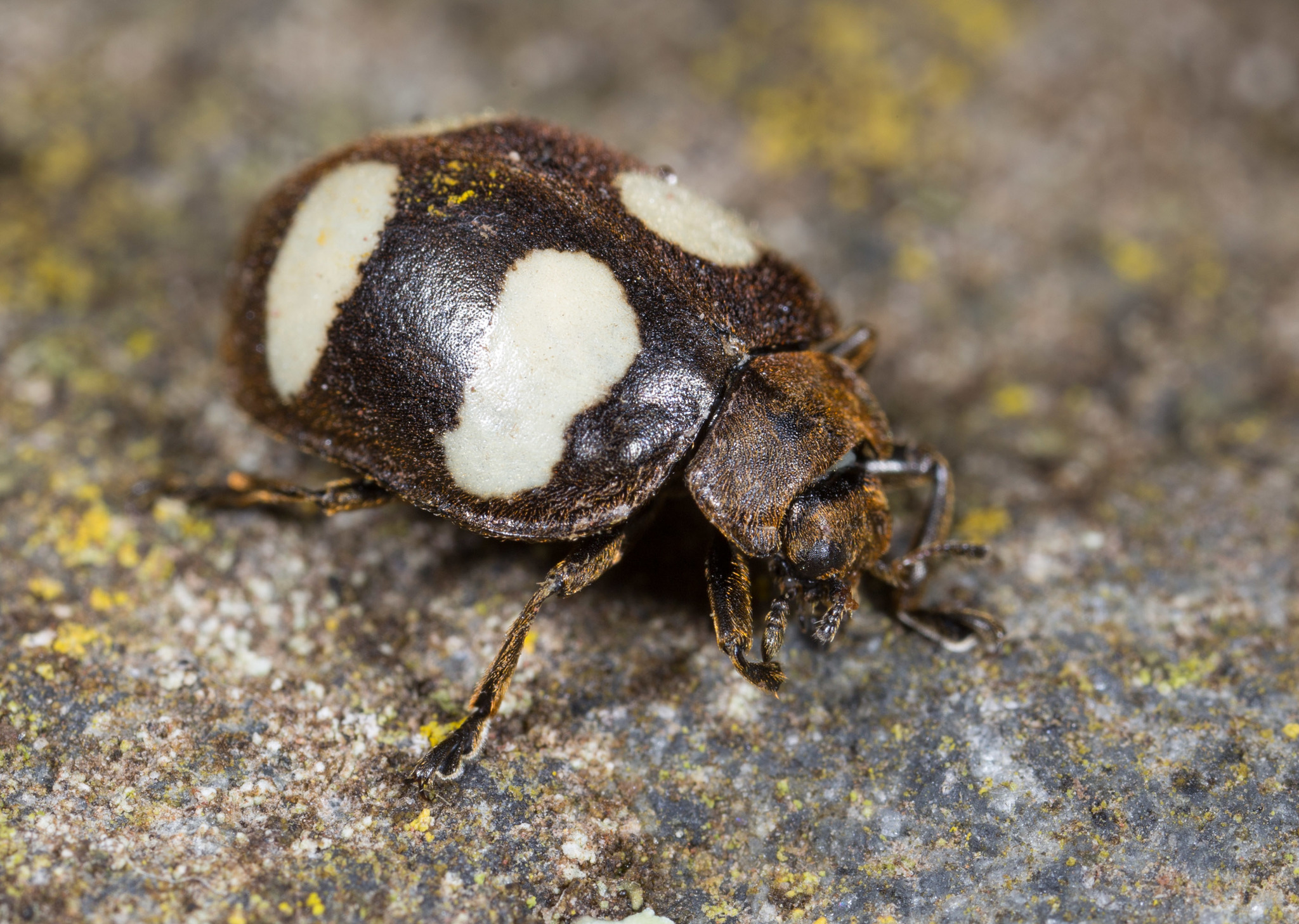
Toxotoma flavofasciata

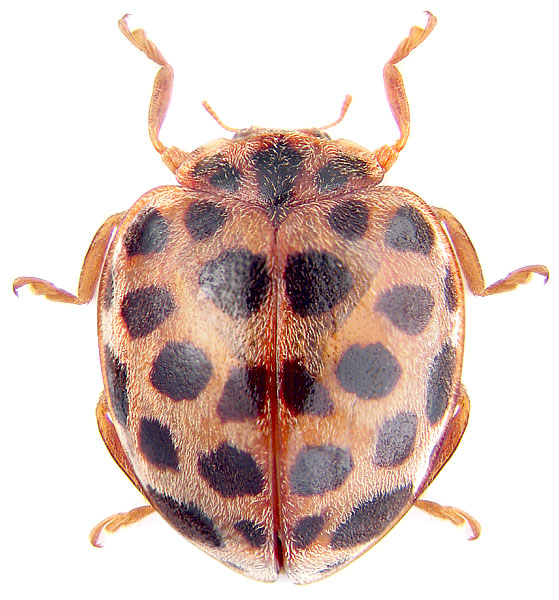
Henosepilachna vigintioctomaculata

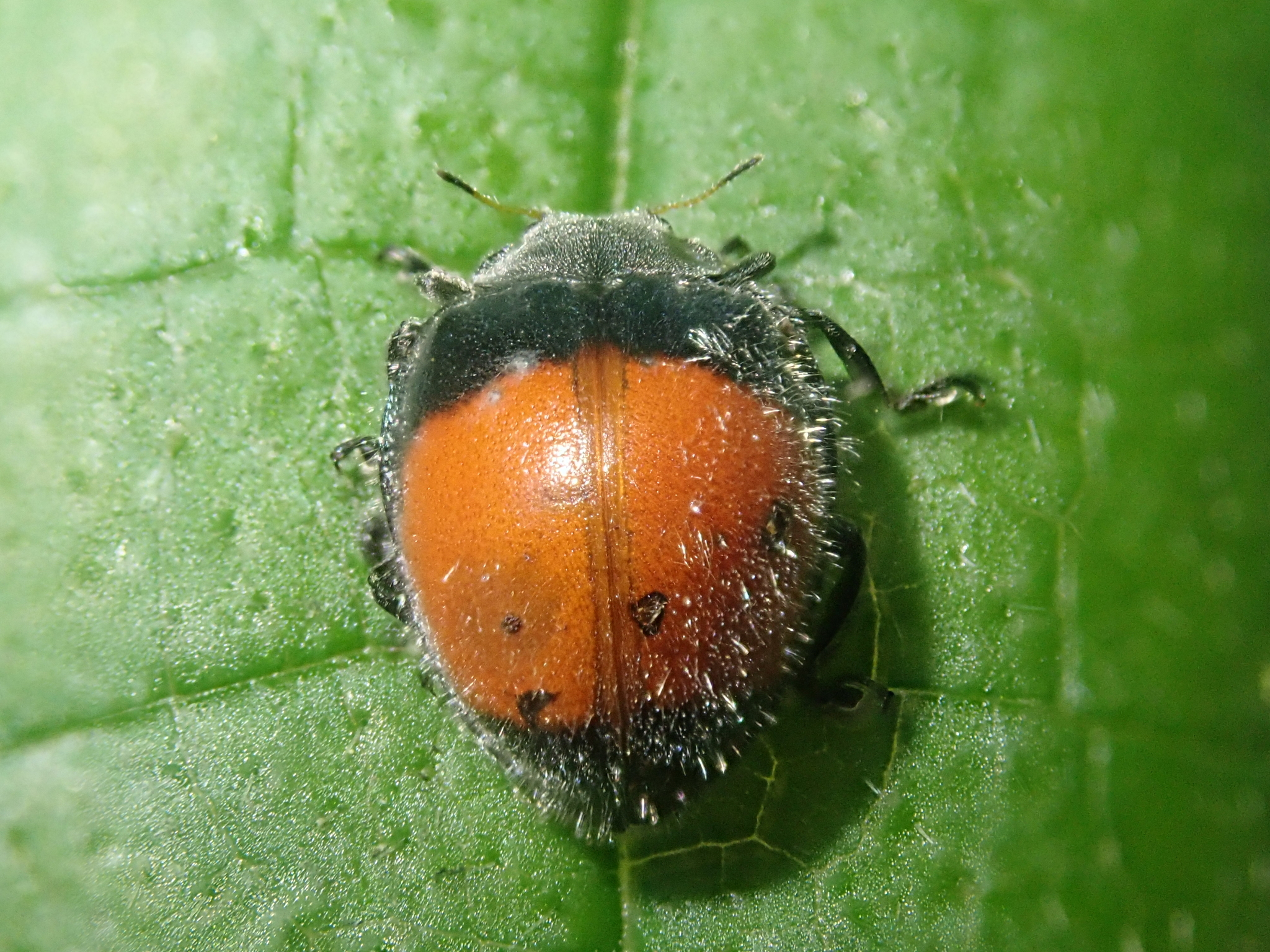
Toxotoma jujuyi

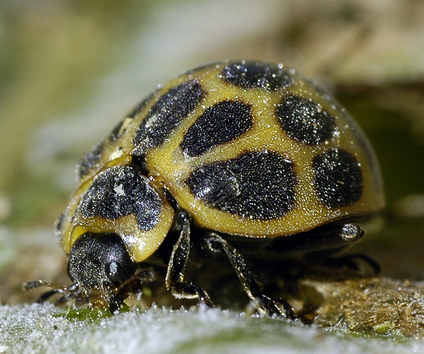
Epilachna paenulata

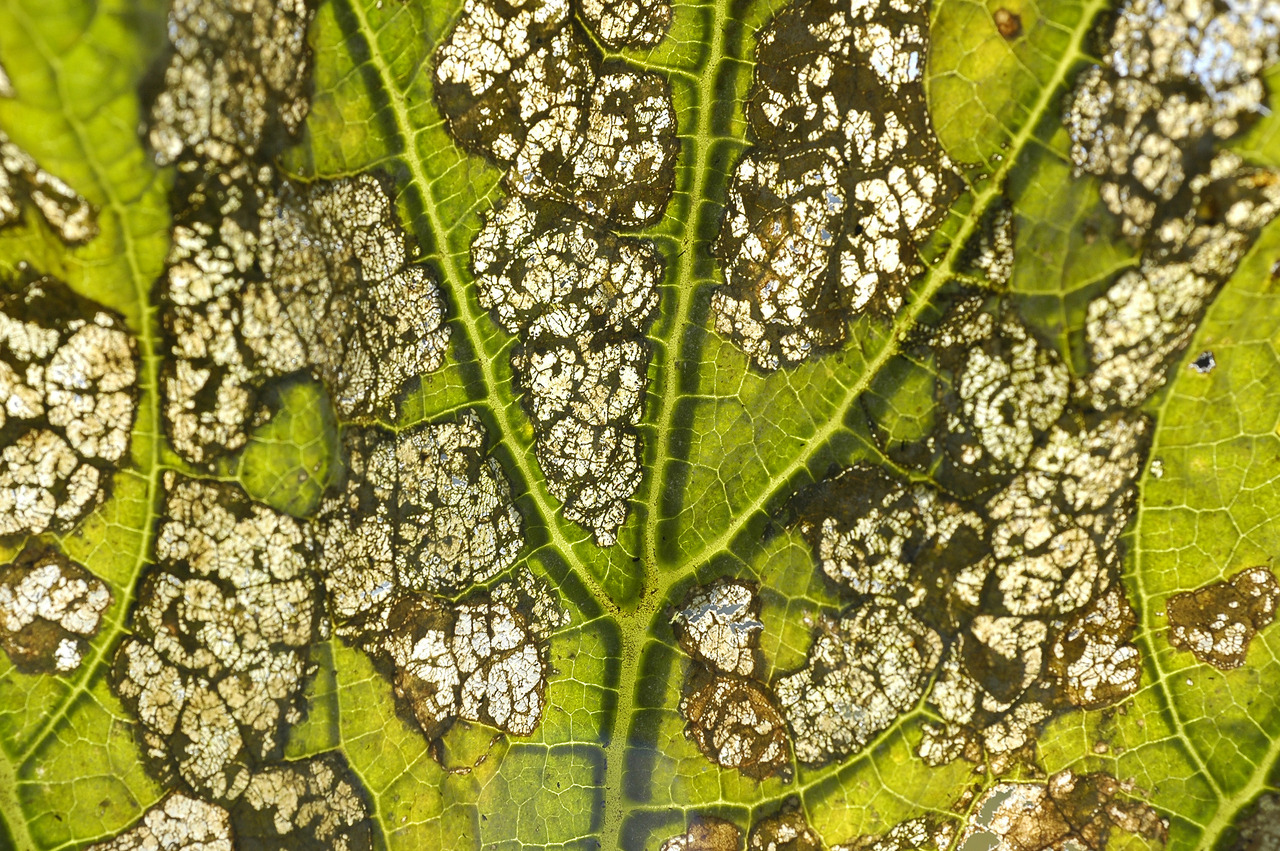
Żerowiska E. paenulata

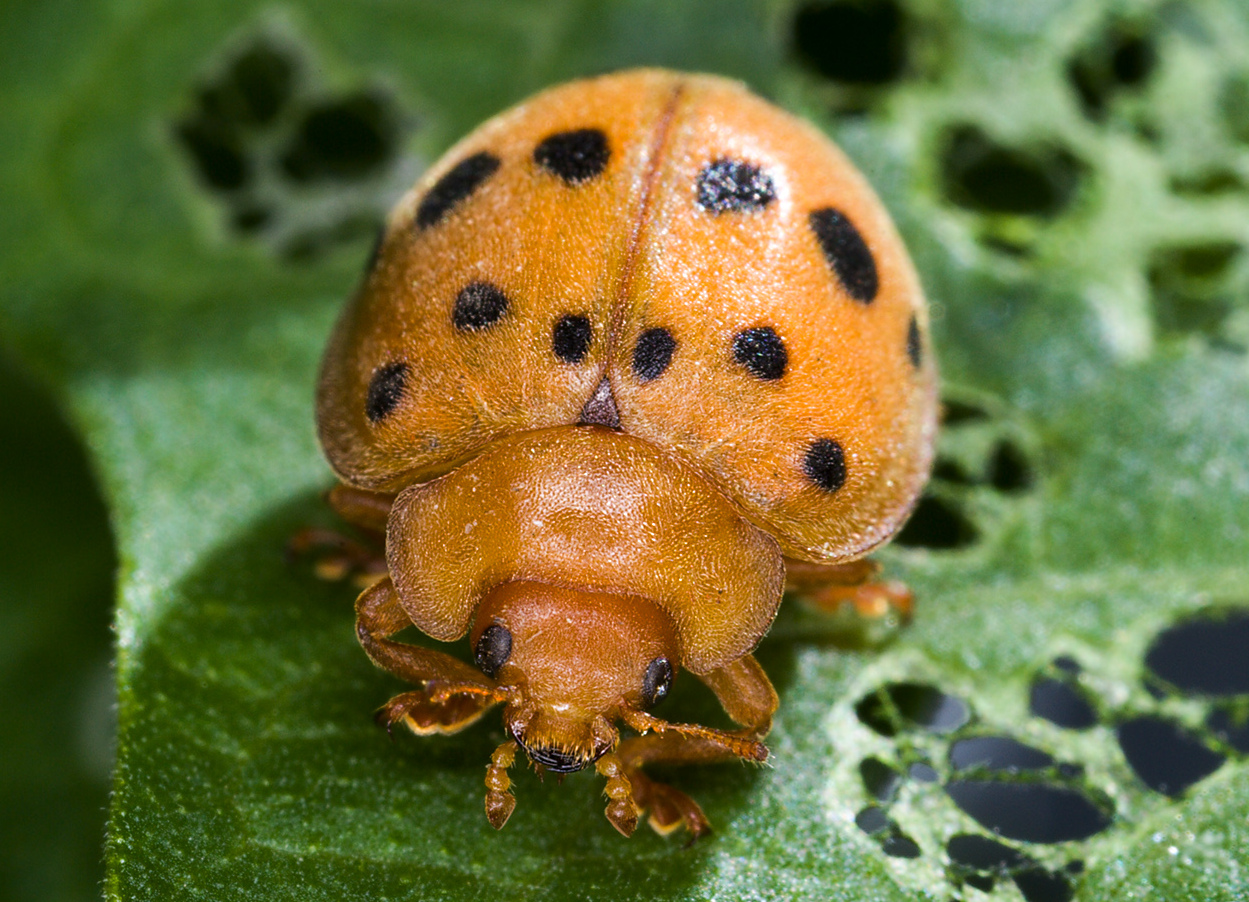
Epilachna varivestis

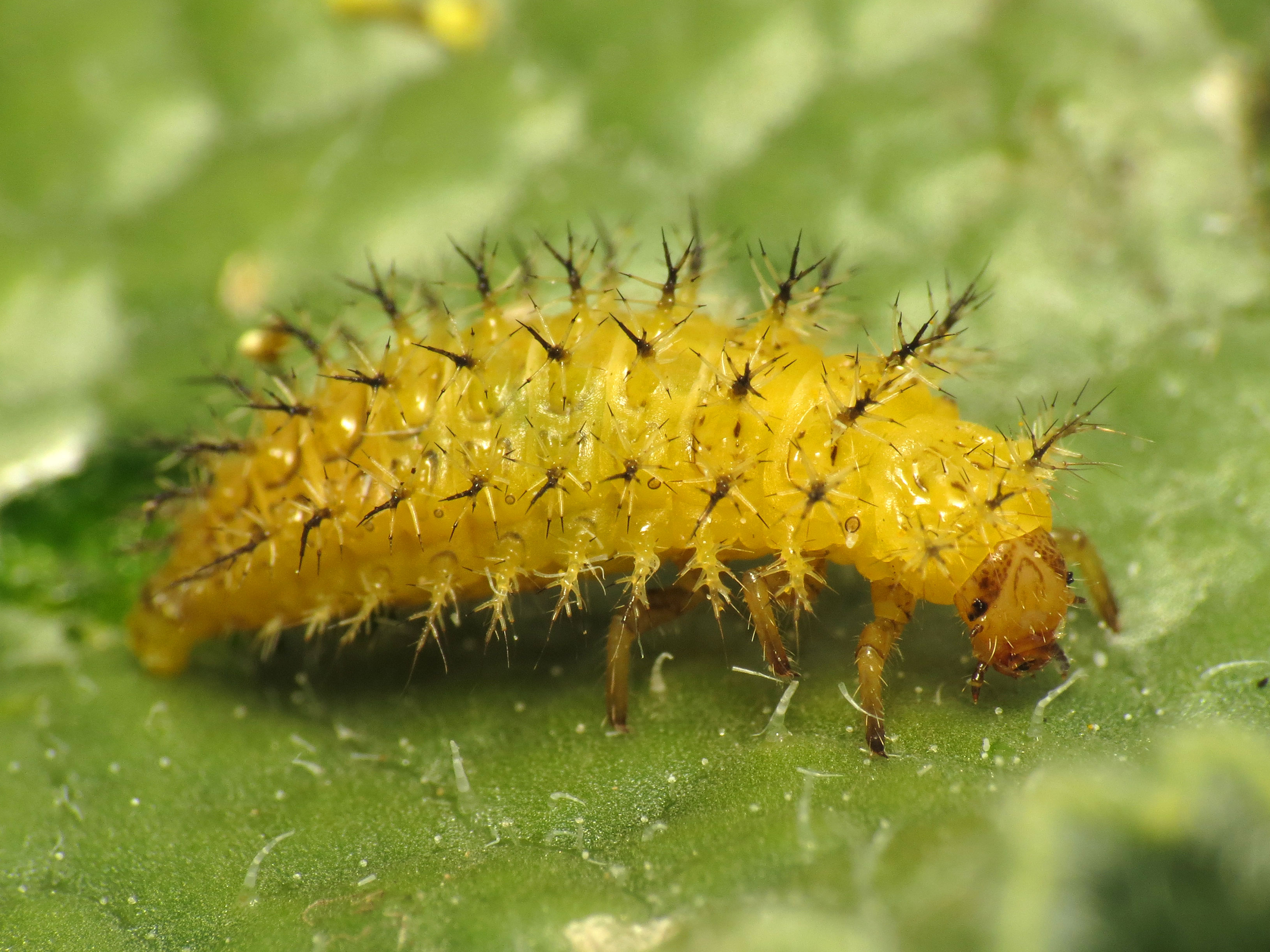
Larwa Henosepilachna argus

Epilachnini – plemię chrząszczy z rodziny biedronkowatych i podrodziny Coccinellinae. Obejmuje ponad tysiąc opisanych gatunków, zgrupowanych w 28 rodzajach. Zarówno larwy, jak i owady dorosłe są ścisłymi roślinożercami. Kilka gatunków notowanych jest jako szkodniki upraw o dużym znaczeniu.

## Morfologia
Chrząszcze o stosunkowo dużym jak na przedstawicieli rodziny, gęsto owłosionym ciele. Na ich wzór barwny zwykle składa się czerń oraz żółcień, pomarańcz lub czerwień, często o pastelowym odcieniu. Głowa ich odznacza się oczami złożonymi z pośrodkowo-przednimi wykrojeniami na wewnętrznych krawędziach, z wyjątkiem rodzaju Megatela bliższymi sobie w części tylnej niż przedniej. Dostosowane do skrobania i żucia żuwaczki mają wielozębne wierzchołki i całkowicie zanikłe części molarne. Synapomorfią wargi dolnej jest owalny kształt przedbródka; poza tym odznacza się ona bródką trapezowatą, najszerszą u podstawy lub w jej pobliżu. Z wyjątkiem rodzaju owełnica biedronki te cechuje również występowanie na powierzchni pokryw punktów w dwóch różnych rozmiarach.
Jaja są podłużne, o wyraźnie mikrorzeźbionym chorionie, zwykle ubarwione żółto. Larwy mają wierzch i boki ciała z gęsto rozmieszczonymi, porozgałęzianymi wyrostkami. Głowa cechuje się szwem epikranialnym z wyodrębnionym trzonkiem i V-kształtnymi lub U-kształtnymi odnogami czołowymi. U części gatunków obecny jest również szew czołowo-nadustkowy, co jest wyjątkiem na tle rodziny. Żuwaczki podobnie jak u form dorosłych mają wielozębne wierzchołki i całkowicie zanikłe części molarne.

## Biologia i ekologia
Zarówno larwy jak i owady dorosłe są ścisłymi roślinożercami (fitofagi), żerującymi na liściach, kwiatach i pąkach przedstawicieli rodzin bobowatych, dyniowatych, goździkowatych, kokornakowatych, pokrzywowatych, powojowatych, psiankowatych oraz wiechlinowatych. Owady dorosłe zwykle żerują na wierzchniej stronie liści, natomiast larwy na ich spodzie. Biedronki te zeskrobują z rośliny tkanki miękkie, a następnie przeżuwają, wypijając soki. Ich żerowiska mają w związku z tym postać koronkowatych szkieletowań.
Samica składa w ciągu życia na spodzie liści roślin żywicielskich setki jaj w klastrach liczących od 15 do 50 sztuk. Larwy klują się z nich po 4–14 dniach i przechodzą w swym rozwoju cztery stadia, zajmujące łącznie od czterech do pięciu tygodni. Przepoczwarczenie ma miejsce na spodzie liścia wewnątrz ostatniej wylinki larwalnej. Stadium poczwarki trwa zwykle około tygodnia.

## Rozprzestrzenienie
Plemię kosmopolityczne, rozmieszczone głównie w strefie tropikalnej i subtropikalnej. Szczególną różnorodność osiąga w rejonach na styku lasów równikowych z ekosystemami górskimi. Bogatą w endemity faunę Epilachnini mają też Madagaskar i Nowa Gwinea. W strefie umiarkowanej plemię reprezentowane jest nielicznie. W Polsce jedynymi jego przedstawicielami są owełnica lucernianka i Cynegetis impunctata.

## Taksonomia
Do plemienia tego należy ponad tysiąc opisanych gatunków, zgrupowanych w 28 rodzajach:

- Adira Gordon et Almeida, 1986
- Afidenta Dieke, 1947
- Afidentula Kapur, 1958
- Afissa Dieke, 1947
- Afissula Kapur, 1958
- Afrocleta Szawaryn et Tomaszewska, 2020
- Chnootriba Chevrolat in Dejean, 1835
- Cynegetis Chevrolat in Dejean, 1835
- Damatula Gordon, 1975
- Diekeana Tomaszewska et Szawaryn, 2015
- Epilachna Chevrolat in Dejean, 1837
- Epiverta Dieke, 1947
- Eremochilus Weise, 1912
- Figura Ukrainsky, 2007
- Henosepilachna Li et Cook, 1961
- Lorma Gordon, 1975
- Macrolasia Weise, 1903
- Mada Mulsant, 1850
- Malata Gordon, 1975
- Megatela Weise, 1906
- Merma Weise, 1898
- Papuaepilachna Szawaryn et Tomaszewska, 2013
- Pseudodira Gordon, 1975
- Solanophila Weise 1898
- Subcoccinella Huber, 1842 – owełnica
- Toxotoma Weise, 1900
- Tropha Szawaryn et Tomaszewska, 2013
- Uniparodentata Wang et Cao, 1993

Takson rangi ponadrodzajowej od rodzaju Epilachna wprowadzony został w 1846 roku przez Étienne'a Mulsanta pod nazwą Epilachniens. Umieszczony został w grupie Trichosomides w obrębie odpowiadających biedronkowatym Sécuripalpes. Pod w pełni zlatynizowaną nazwą, Epilachninae, pojawił się po raz pierwszy w publikacji Ludwiga Ganglbauera z 1898 roku. W II połowie wieku XIX, wieku XX i pierwszej dekadzie wieku XXI nadawano mu zwykle rangę podrodziny Epilachninae w obrębie biedronkowatych.
Klasycznie Epilachninae w II połowie wieku i pierwszej dekadzie wieku XXI dzielono na cztery plemiona: Epilachnini, Cynegetini, Epivertini i Eremochilini. Autorem Cynegetini jest Carl Gustaf Thomson, który w 1866 roku utworzył od rodzaju Cynegetis takson pod nazwą Cynegetides. Wprowadzone w 1975 roku przez Roberta Gordona Madaini traktowane były jako synonim Cynegetini. Plemię Epivertini wprowadzone zostało w 1979 roku przez Pang Xiongfeia i Mao Jinlonga, a Eremochilini w 1987 roku przez Roberta Gordona i Natalię Jane Vandenberg – oba traktowane były jako taksony monotypowe.
W 2007 roku na podstawie analiz morfologicznych Stanisław Adam Ślipiński podważył monofiletyzm tradycyjnie wyróżnianych podrodzin biedronkowatych i zamiast nich podzielił całą rodzinę na tylko dwie podrodziny – Microweiseinae i Coccinellinae. Zasadność takiego kroku wkrótce potwierdziły liczne molekularne analizy filogenetyczne, w tym: José Adriano Giorgiego z 2009 roku, Adama Ślipińskiego i Wioletty Tomaszewskiej z 2010 roku, A.G.B. Aruggody i innych z 2010 roku, Alexandry Magro i innych z 2010 roku, Ainsley Ellen Seago i innych z 2011 roku czy Jamesa A. Robertsona z 2015 roku.
W systemie Patrice’a Boucharda i innych z 2011 roku wyróżniano jeszcze wymienione wcześniej plemiona bez wyróżniania podrodziny Epilachninae. Ogólnie jednak odkrycia Ślipińskiego spowodowały obniżenie Epilachninae do rangi plemienia Epilachnini i synonimizację z tą nazwą plemion pozostałych. Molekularno-morfologiczna analiza filogenetyczna Karola Szawaryna i innych z 2015 roku potwierdziła monofiletyzm Epilachnini oraz wymusiła wprowadzenie dużych zmian w ich podziale na rodzaje. W 2016 roku Tomaszewska i Szawaryn opublikowali rewizję Epilachini, wprowadzając kolejne zmiany.
Wyniki analiz molekularnych opublikowane przez Che Lihenga i innych w 2021 roku wskazują jako grupę siostrzaną dla Epilachnini klad obejmujący większą część plemienia Ortaliini. Do rozejścia się tych grup miało dojść około 75 mln lat temu, w późnej kredzie.

## Znaczenie gospodarcze
Jako ważne szkodniki gospodarcze wymienia się kilka gatunków żerujących na przedstawicielach psiankowatych, dyniowatych i bobowatych. W Azji Środkowej i południowej części Europy należy do nich Henosepilachna chrysomelina wywołująca straty w uprawach dyni zwyczajnej, melona i ogórka siewnego. We wschodniej części Azji, Australii i Oceanii Henosepilachna vigintioctopunctata stanowi zagrożenie dla upraw ziemniaka, pomidora, bakłażana i tytoni szlachetnego. Na południu Afryki Chnootriba similis jest istotnym szkodnikiem sorga. W obu Amerykach straty w uprawach bobowatych powoduje Epilachna varivestis.